# Ramblin' Man
«Ramblin' Man» es una canción por la banda estadounidense The Allman Brothers Band, publicado en agosto de 1973 como el sencillo principal del cuarto álbum de la banda, Brothers and Sisters (1973). Escrita y cantada por el guitarrista Dickey Betts, la canción fue inspirada por la canción de Hank Williams del mismo nombre. El guitarrista Les Dudek proporcionó las armonías de guitarra, y fue una de las últimas contribuciones del bajista Berry Oakley.
La canción se convirtió en el primer y único sencillo en posicionarse en el top 10 en los Estados Unidos, alcanzando el puesto #2 en el Billboard Hot 100.

## Antecedentes

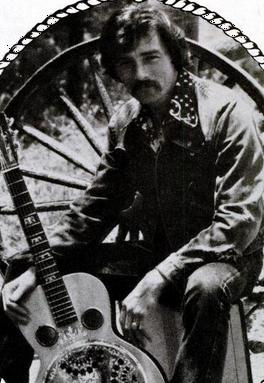
Dickey Betts, compositor de la canción, en 1974.

«Ramblin' Man» fue creada por primera vez durante las sesiones de grabación de Eat a Peach. Una versión temprana, titulada como «Ramblin' Country Man», puede ser escuchada en el álbum bootleg The Gatlinburg Tapes, la cual presenta a la banda improvisando en abril de 1971 en Gatlinburg, Tennessee. Betts continuó trabajando en la canción por un año, pero las letras llegaron en menos de 20 minutos. “Yo escribí «Ramblin' Man» en la cocina de Berry Oakley a eso de las cuatro de la mañana. Todos se fueron a dormir pero yo me quedé sentado”, dijo Betts en 2014. Butch Trucks señaló que la banda reconoció que era una canción muy buena, pero estaban reacios a grabarla, ya que sonaba muy country para ellos. El nuevo integrante y tecladista Chuck Leavell disfruto la canción, mencionando que “Estaba definitivamente en la dirección del country pero eso no me molestó en lo absoluto [...] Yo creo que nuestra actitud fue “Tomemos esta cosa y hagamosla lo mejor que podamos”. La canción fue inspirada por la canción de Hank Williams del mismo nombre.
Fue una de las primeras canciones, junto con «Wasted Words», en ser grabadas para Brothers and Sisters (1973). Ellos fueron a grabar un demo de la canción para enviársela a un amigo, donde fue que la improvisación de guitarra fue creado. No siendo considerada como una canción de Allman Brothers, ellos sintieron que los solos encajaban muy bien en la banda, así que decidieron incluirla en el álbum. El guitarrista Les Dudek, el cual estaba contribuyendo al álbum, estaba sentado en la sala de control cuando la canción estaba siendo grabada. Él y Betts trabajaron en las partes armónicas juntos. Cuando la canción estaba completa, el equipo de gestión y el personal de apoyo se reunieron para escuchar la canción. De acuerdo a Dudek, la sala estaba en silencio casi a su final y el roadie Red Dog remarcó, “Eso fue lo mejor que he escuchado desde Duane Allman”.
Johnny Sandlin, productor de Brothers and Sisters, comentó que el pensó que era “absurdo” en ser publicada como sencillo, porque “nada suena remotamente similar, con la posible excepción de «Blue Sky»”.

## Recepción
Los ejecutivos de Capricorn Records estaban indecisos entre publicar «Ramblin' Man» o «Wasted Words» como el sencillo principal. El director Dick Wooley le envió unas cintas en anticipación de «Ramblin' Man» a las estaciones de radio WQXI de Atlanta y WRKO de Boston y “la reacción de los oyentes fueron casi fenomenales”. «Ramblin' Man» rompió las barreras del hard rock y se convirtió en un éxito en las principales estaciones de radio y televisión de todo el país, y alcanzó la posición #2 en el Billboard Hot 100. Estuvo impedida de encabezar la lista debido al éxito «Half-Breed» de Cher.
Stephen Thomas Erlewine de AllMusic escribió que “los coros son quizás el más pegadizo y bonito hook de todo el Southern rock”. Robert Christgau llamó a la melodía “milagrosa”.

## En la cultura popular
«Ramblin' Man» puede ser escuchada en la película de 1973, El exorcista.
También puede ser escuchada en el episodio piloto de la serie de televisión, Supernatural. También puede ser escuchada oír por error en el episodio 3 de la cuarta temporada titulado «In the Beginning». Dean es transportado al pasado y se despierta en una banca del parque. Él tropieza en un comedor donde «Ramblin' Man» es tocado en una rocola y puedes ver la fecha en un periódico que dice: 30 de abril de 1973, 3 meses antes de que la canción fuera publicada.
Scott Porter (George) interpreta la canción en la segunda temporada de Hart of Dixie.

## Posicionamiento

### Gráfica semanal
| Gráficas (1973–74)                            | Pico de posición |
| --------------------------------------------- | ---------------- |
| Australia (Go-Set)                            | 40               |
| Australia (Kent Music Report)                 | 43               |
| Canadá (RPM Adult Contemporary)               | 15               |
| Canadá (RPM Top Singles)                      | 7                |
| Canadá (RPM Country Tracks)                   | 90               |
| Estados Unidos (Billboard Hot 100)            | 2                |
| Estados Unidos (Billboard Adult Contemporary) | 12               |
| Estados Unidos (Cashbox Top 100)              | 1                |

| Gráficas (2017)                                         | Pico de posición |
| ------------------------------------------------------- | ---------------- |
| Estados Unidos (Billboard Hot Rock & Alternative Songs) | 20               |
| Estados Unidos (Billboard Rock Digital Song Sales)      | 12               |

### Gráfica de fin de año
| Gráfica (1973)                     | Pico de posición |
| ---------------------------------- | ---------------- |
| Australia (Kent Music Report)      | 157              |
| Canadá (RPM Top Singles)           | 100              |
| Estados Unidos (Billboard Hot 100) | 79               |
| Estados Unidos (Cashbox Top 100)   | 41               |